# Norrtjärnarna, Hälsingland
Norrtjärnarna är en sjö i Bollnäs kommun i Hälsingland och ingår i Hamrångeåns huvudavrinningsområde.